# Pierre Edmond Boissier
Pierre Edmond Boissier (n. 25 mai 1810, Geneva, Franța – d. 25 septembrie 1885, Valeyres-sous-Rances⁠(d), cantonul Vaud, Elveția) a fost un botanist, explorator și matematician elvețian.